# Jacobus Vertrecht
Jacobus Vertrecht (Leiden, 1606 – ?) was een Nederlandse predikant in dienst van de Vereenigde Oostindische Compagnie. Hij werkte achttien jaar in dienst van de VOC, waarvan vier jaar op Nederlands-Formosa; die vier jaar zijn de periode waaruit het meeste bekend is over Vertrecht. 

## Biografie
Vertrecht ging in 1625 theologie studeren aan het Indisch seminarium in zijn geboorteplaats. Dit was in opdracht van de Staten-Generaal door de VOC gesticht en werd ook door de compagnie gefinancierd. Het was het eerste Nederlandse opleidingsinstituut voor de zending en bestond van 1622 tot 1633. Het seminarium leidde predikanten op die na hun studie in dienst van de VOC uitgezonden werden naar de Oost. Ook de eerste twee zendelingen op Formosa, Georgius Candidius en Robertus Junius hadden op het Indisch seminarium gestudeerd. 
In 1632 vertrok Vertrecht naar Batavia. In 1633 trouwde hij daar een dochter van een Engelse kapitein en vestigden zij zich op Ambon. Vertrecht stichtte daar een internaat voor inheemse leerlingen die opgeleid werden voor kerkelijke functies. Het was echter een periode van grote onrust op het eiland en Vertrecht zag zich gedwongen het internaat in 1636 te sluiten. Vertrecht verliet Ambon in 1638 en was daarna tot 1647 werkzaam op de Aru-eilanden. In hetzelfde jaar arriveerde hij op Nederlands-Formosa waar hij tot medio 1651 bleef. In dat jaar keerde hij via Batavia terug naar Nederland, waar hij benoemd werd tot predikant in Amsterdam.   

## Periode op Nederlands-Formosa

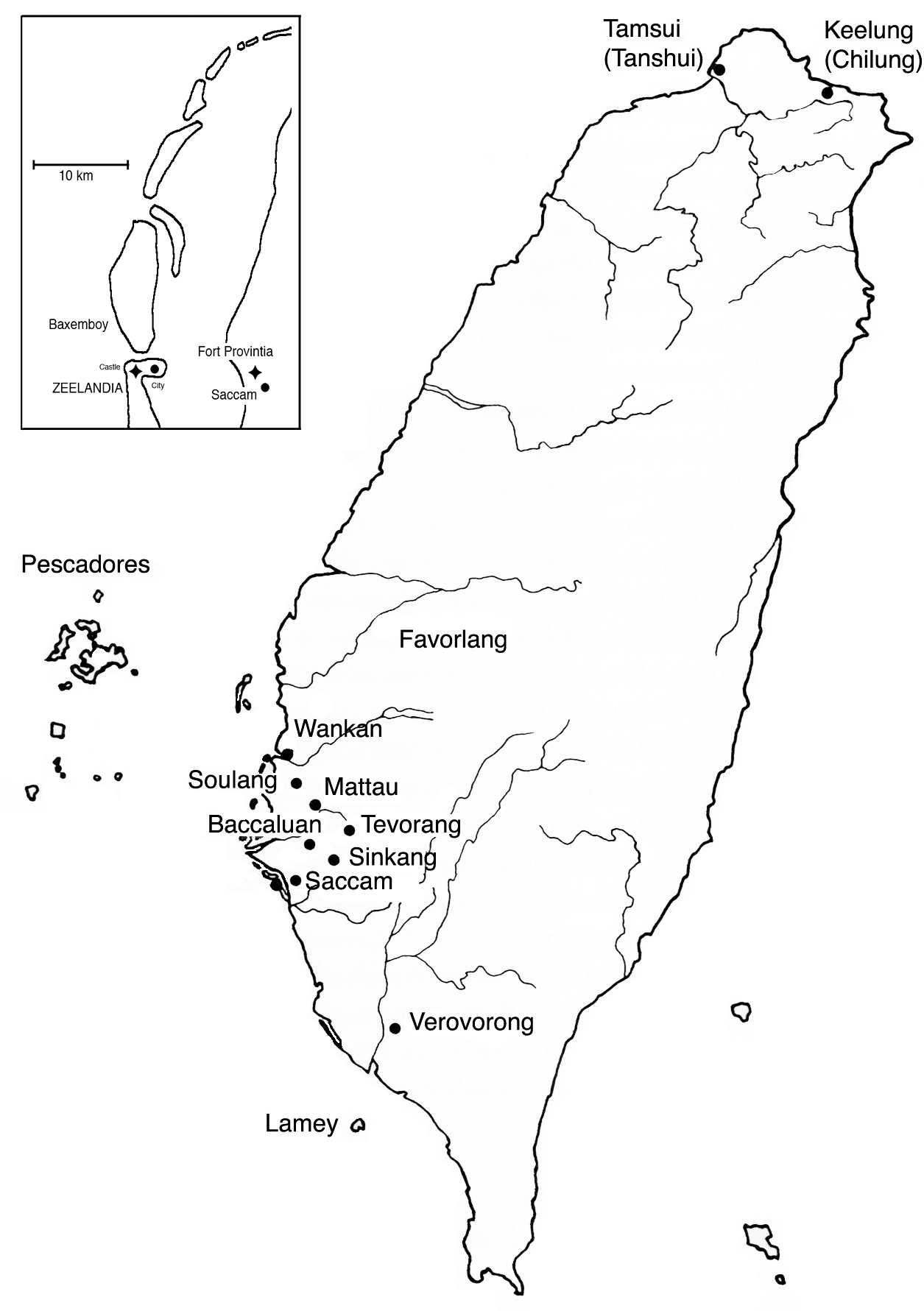
De regio Favorlang ten noorden van de zeven belangrijkste dorpen van de Siraya’s

Op Nederlands-Formosa ging Vertrecht werken in de regio Favorlang, die in 1642 het gezag van de VOC over het gebied moest erkennen. De zending op het eiland was na het vertrek van Robertus Junius in 1643 een nieuwe fase ingegaan. Twee elementen spelen hierin een rol. Junius, die 5500 volwassenen Siraya’s had gedoopt, gebruikte in de door hem voor de inheemse bevolking geschreven literatuur een groot aantal elementen die gerelateerd waren aan de religieuze overtuigingen en sociale normen van die bevolking. In zijn catechismussen behandelde hij in het vragendeel die overtuigingen en normen om die in het antwoorddeel dan te becommentariëren en vaak te veroordelen. Junius veranderde ook wel eens Bijbelteksten. Zo voegde hij aan het zesde van de Tien geboden (pleeg geen moord) en pleeg geen abortus toe. Het zevende gebod (pleeg geen overspel) kreeg de toevoeging en bezoek geen vrouwen in het geheim. 
Na zijn terugkeer in Nederland verweet Junius zijn opvolgers gebrek aan inzet en vooral evangelische bezieling. Hij was van oordeel dat het teruglopende aantal gelovigen na zijn vertrek daaraan te wijten was. Er ontstond een controverse tussen Junius en de kerkenraad op Formosa en zijn opvolgers. Een van de gevolgen was dat zijn methoden en catechismussen hevig werden bekritiseerd en als onbruikbaar werden gekenschetst. De kerkenraad van Formosa nam ook het besluit nieuwe literatuur te laten verschijnen waarin geen relatie meer zou moeten voorkomen met inheemse overtuigingen en normen. 
Het tweede element was een poging om in navolging van de Portugese koloniën, waar het Portugees de rol van een lingua franca had, dat ook met het Nederlands op Formosa te laten gebeuren. Dat werd als een realistisch perspectief gezien vanwege het feit dat op Formosa vele talen en dialecten gesproken worden die geen van alle een dominante rol hadden. Een eerste stap was dan het religieus onderricht aan kinderen en volwassenen uit gedoopte gezinnen in het Nederlands te laten plaatsvinden. Deze fase wordt ook wel de Hollandisering van de zending genoemd. De notie was dat op deze wijze met deze twee elementen gedoopte Formosanen dezelfde religieuze overtuigingen zouden krijgen als Nederlandse calvinisten. 
Vertrecht schreef hiervoor Leerstukken  ten gebruike der schoolen van 't Favorlangsch district. Het bestaat uit dertien tweetalige leerstukken.  1. Het Onze Vader, 2. Het Christelikke geloove. 3. De thien geboden des Heeren. 4. Het morgen gebed. 5 Het avond gebed. 6. Gebed voor den eten. 7. Gebed na den eten. 8. Gebed voor de onderwijzinge. 9. Gebed na de onderwijzinge. 10. 't Samengesprek tusschen een farlanger [Favorlanger] en hollander vreemdeling. 11. Christelikke leerspreukken. 12. Vragen over 't Gebed des Heeren. 13. Kort onderwijs om den christelikken doop te ontfangen.
Er zijn hiernaast van Vertrecht ook nog vijf preken gebaseerd op Bijbelteksten in het Favorlangs bewaard gebleven. Dit totaal van achttien stukken werd pas in 1888 voor het eerst uitgegeven door het  Bataviaas Genootschap onder de  titel Leerstukken en preeken in de Favorlangsche taal (eiland Formosa).  In 1896  vertaalde de Schotse zendeling William Campbell dit onder de titel  The Articles of Christian Instruction in Favolang-Formosan, Dutch and English from Vertrecht’s Manuscript of 1650

### 't Samengesprek tusschen een farlanger [Favorlanger] en hollander vreemdeling

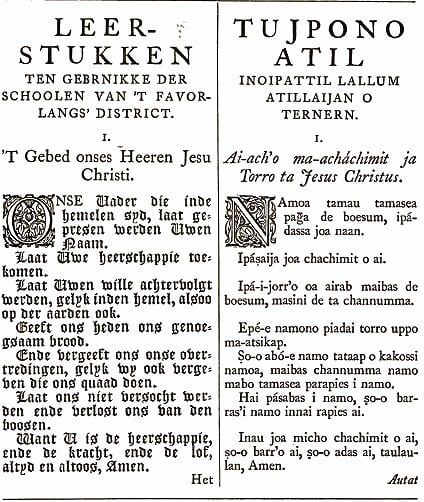
Voorblad van Leerstukken : Ten gebruike der schoolen van 't Favorlangs' district. Druk 1888 van het Bataviaas Genootschap

Ondanks de richtlijn geen elementen meer te gebruiken uit de inheemse cultuur heeft Vertrecht dat in enige mate toch in drie van zijn stukken gedaan. Hij is daarmee de enige zendeling op Formosa na Junius die dat heeft gedaan. De belangrijkste van die drie teksten is  t Samengesprek tusschen een farlanger [Favorlanger] en hollander vreemdeling.  Het is dankzij deze tekst dat er enige informatie over de religie van de Favorlangers bewaard is gebleven. 
Die religie had een monotheïstische grondslag met een god die  Haibos werd genoemd. Haibos had twee naturen; een goedaardige en een kwaadaardige natuur. Haibos had de wereld geschapen en was goed en vriendelijk voor diegenen die hem aanbaden. Zijn kwaadaardige natuur zorgde er echter ook voor dat Favorlangers ziek werden en hun zielen weggenomen werden. Daarnaast was er nog een rol voor een vogel die adam werd genoemd en een aantal voorspellingen kon doen. Als de vogel twee of vier keer geluid maakte betekende dit dat ongeluk nabij was. Als de vogel een, drie of vijfmaal geluid maakte  kon geluk verwacht worden. Het toekennen van voorspellende gaven aan vogels was op Formosa bij vrijwel ieder van de oorspronkelijke volken gebruikelijk. 
Vertrecht hanteert in t Samengesprek tusschen een farlanger [Favorlanger] en hollander vreemdeling wel een andere benadering van de te bekeren persoon dan Junius en schrijft ook met een andere toon. Vertrecht hoopt meer op een vorm van logische gevolgtrekking bij die persoon dan op de leerstellige dwang die Junius in zijn catechismussen hanteert. Vertrecht legt ook de nadruk op de stelling dat het woord van zijn god in geschreven taal is overgeleverd en de verhalen over Haibos slechts berusten op een orale overlevering. Uit een tekst van een catechismus van Junius:
Vraag: Hoeveel goden zijn er? 
Antwoord: Een. 
Vraag: Maar toch hebben onze voorouders gezegd, dat er vele goden waren. Is dat waar? 
Antwoord: Nee. Onze voorouders hebben gedwaald.  
Vraag: Als wij naar vogelgeschrei luisteren en geloof aan dromen hechten zal God dan vertoornd zijn? 
Antwoord: Ja. Hij zal grotelijks vertoornd zijn
Uit t Samengesprek tusschen een farlanger [Favorlanger] en hollander vreemdeling:
Favorlanger: Maar het is toch zo dat Haibos alles gecreëerd heeft? 
Vreemdeling: Denk jij dat Haibos de schepper van de hemel, de aarde en de zee is? 
Favorlanger: Ja, dat denk ik. 
Vreemdeling: En dat daarom Haibos de ware god is? 
Favorlanger: Wellicht is hij dat. 
Vreemdeling: Kan je dat bewijzen of verbeeld je je dat maar? 
Favorlanger: Ik volg het oude geloof van mijn voorouders. 
Vreemdeling: Dat is een dwaas idee. 
Favorlanger: Hoe kan je dat bewijzen? 
Vreemdeling: Jouw voorouders hebben de ware god niet gekend. 
Favorlanger: Waarom? 
Vreemdeling: Zij waren onwetend van het geschreven woord van god